# Zhao (cântăreț)
Anghel Antonio-Nicolas, cunoscut sub numele de scenă, Zhao, este solist vocal, textier și compozitor. 
De-a lungul timpului, s-a implicat în mai multe proiecte muzicale și a colaborat cu mai mulți producători și artiști din România, atât ca producător muzical, cât și ca textier.
Până în toamna lui 2012, Zhao a realizat mai multe colaborări, care pregăteau primul său single de proporții, Bani din cer (feat. Adda), urmând imediat și colaorarea cu Maximilian și Spike pe piesa Domnișoare. Melodiile au fost prezente în toate topurile radio-urilor din România și i-au adus lui Zhao nominalizarea Cel mai bun debut în cadrul primei ediții On Air Music Awards.
De-a lungul timpului, Zhao a colaborat cu Maximilian, Grasu XXL, Bere Gratis, Nane, Adda, Alan și nu numai.

## Discografie
| An   | Disc single                               | Poziție maximă | Album | Note  |
| An   | Disc single                               | RO             | Album | Note  |
| ---- | ----------------------------------------- | -------------- | ----- | ----- |
| 2011 | „Pe drum (LaLaLaLa)” (cu Praetor)         | -              | N/A   |       |
| 2012 | „Bani din cer” (cu Adda)                  | 8              | N/A   | [ 3 ] |
| 2013 | „Încă unu' și-am plecat” (Mitză și Junky) | -              | N/A   |       |
| 2014 | „Zi-mi ceva” (cu Mira)                    | -              | N/A   | N/A   |
| 2014 | „Răsare luna" (cu Andrew)                 | -              | N/A   | N/A   |
| 2014 | „Îmi place de tine" (cu Yanka)            | -              | N/A   | N/A   |
| 2015 | „Lume”                                    | -              | N/A   | N/A   |
| 2015 | „Lângă tine” (cu Nane)                    | -              | N/A   | N/A   |
| 2015 | „Greu de iubit”                           | -              | N/A   | N/A   |
| 2015 | „Asasin” (cu Adda)                        | -              | N/A   | N/A   |
| 2016 | „Aprindem noaptea” (cu Lori)              | -              | N/A   | N/A   |
| 2016 | „Asasin 2.0” (cu Alan)                    | -              | N/A   | N/A   |
| 2016 | „Am da' n-am”                             | -              | N/A   | N/A   |
| 2016 | „Poveste (Super-Eroi)”                    | -              | N/A   | N/A   |
| 2017 | „Ce-ai Făcut?”                            | -              | N/A   | N/A   |
| 2017 | „Super Natural”                           | -              | N/A   | N/A   |
| 2017 | „Sunt Bine, Frate”                        | -              | N/A   | N/A   |
| 2017 | „Siluete” (cu Liviu Teodorescu)           | -              | N/A   | N/A   |
| 2017 | „Zile Bune”                               | -              | N/A   | N/A   |
| 2017 | „Fericirea” (cu Sonny)                    | -              | N/A   | N/A   |
| 2017 | „În căutarea Fericirii” (cu Lori)         | -              | N/A   | N/A   |
| 2017 | „Recunoscător”                            | -              | N/A   | N/A   |
| 2017 | „Ateu” (cu Maximilian)                    | -              | N/A   | N/A   |
| 2018 | „Soarele, Furtuna”                        | -              | N/A   | N/A   |

| An   | Disc single                                       | Poziție maximă | Note  |
| An   | Disc single                                       | RO             | Note  |
| ---- | ------------------------------------------------- | -------------- | ----- |
| 2012 | „Praf de stele” (Keed cu Zhao și Tranda)          | -              | -     |
| 2012 | „Domnișoare” (Maximilian cu Zhao și Spike)        | 7              | [ 4 ] |
| 2013 | „Limonadă” (Keed cu Zhao și Criss Blaziny)        | -              | -     |
| 2013 | „Cea mai tare vară” (Criss Blaziny cu Zhao)       | -              | -     |
| 2013 | „GPS” (The DaDa cu Zhao)                          | -              | -     |
| 2013 | „O lume nebună” (Bere Gratis cu Zhao)             | -              | -     |
| 2014 | „Plouă” (Nane cu Zhao)                            | -              | -     |
| 2014 | „Ți se pare o greșeală” (Junky cu Zhao)           | -              | -     |
| 2014 | „Plaja (Remix)” (Tranda cu Criss Blaziny și Zhao) | -              | -     |
| 2015 | „Uite cum se face” (Grasu XXL cu Zhao)            | -              | -     |
| 2015 | „Vreau să am” (Maximilian cu Zhao)                | -              | -     |
| 2016 | „Asculta” (Alan cu Zhao)                          | -              | -     |

Albume:
"In cautarea Fericirii" - 3 decembrie 2018
https://fanlink.to/InCautareaFericirii Arhivat în 6 decembrie 2022, la Wayback Machine.